# Oskar Simon
Oskar Simon, född den 2 januari 1845 i Berlin, död den 2 mars 1882, var en tysk dermatolog.
Simon studerade medicin i sin hemstad, där han erhöll sin doktorsgrad 1868. Han fortsatte sin utbildning i Wien, där han tog kurser hos Ferdinand von Hebra (1816–1880) och Hermann von Zeissl (1817–1884). Under fransk-tyska kriget var han assisterande kirurg och 1872 började han föreläsa om hudsjukdomar och syfilis i Berlin.
1878 efterträdde han Heinrich Koebner (1838–1904) som professor i dermatologi vid universitetet i Breslau, och blev även chefsläkare vid Allerheiligen Hospital. Bland hans studenter fanns Albert Neisser (1855–1916), Edmund Lesser (1852–1918) och Eduard Arning (1855–1936). Oskar Simon dog av carcinom i magsäcken vid 37 års ålder.